# Power & Control
«Power & Control» —en español: «Poder y Control»— es una canción interpretada por la cantautora británica Marina Diamandis, mayormente conocida como Marina and the Diamonds, e incluida en su segundo álbum de estudio Electra Heart, de 2012. 679 Artists y Atlantic Records la publicaron como el segundo sencillo del álbum, a través de un EP de remezclas. Diamandis la escribió junto a Steve Angello, mientras que Greg Kurstin la produjo. La pista abarca los géneros electropop y power pop, que describe la lucha entre una pareja con el fin de tomar el dominio de la relación.
«Power & Control» recibió buenos comentarios por parte de los críticos musicales, que la destacaron como una de las mejores del álbum. Casper Balslev se encargó de dirigir su videoclip, que estrenó el 30 de mayo de 2012. También se incluyó en el repertorio de su segunda gira musical The Lonely Hearts Club Tour, llevada a cabo entre 2012 y 2013.

## Antecedentes y composición
«Power & Control» fue escrita por Diamandis y Steve Angello; Greg Kurstin la produjo en Echo Studio de Los Ángeles, y Serban Ghena se encargó de la mezcla en los MixStar Studios en Virginia Beach. Jessie Shatkin, John Hanes, y Kurstin manejaron la ingeniería, mientras que Hanes también realizó la programación y tocó el teclado, la guitarra, y el bajo. Finalmente, Tim Roberts y Phil Seaford ayudaron durante todo el proceso.
De acuerdo a Diamandis, la canción detalla «la lucha por el poder en las relaciones [donde] siempre hay una persona que quiere ganar». Musicalmente, combina «sintetizadores espaciales y ritmos apenas visibles con un inquietante coro», por lo que, según Robert Copsey de Digital Spy, resulta más «oscura» que «Primadonna». La pista destaca por su prominente experimentación con los estilos electropop y power pop, lo que llevó a que recibiera comparaciones con los trabajos del grupo sueco ABBA y la cantante estadounidense Lady Gaga. Las voz de Diamandis incorpora efectos de «capas» a lo largo de la canción, y se complementa con sutiles «latidos de martilleo, pulsaciones de baile e instrumentación de piano». En junio de 2012, la cantante anunció que «Power & Control» sería publicado como el segundo sencillo de Electra Heart.

## Críticas y reconocimientos
En general, «Power & Control» recibió comentarios favorables por parte de los críticos. Sorprendido por las opiniones relativamente mediocres al álbum, Rich Juzwiak de Gawker reconoció a la canción como un punto culminante en la grabación; además llamó a la línea «you may be good looking but you're not a piece of art» como «el mejor derribo que he escuchado en una canción pop durante todo el año». Josh Webb de WhatCulture opinó que la canción era «increíble», y se centró menos en los «mensajes psicológicos profundos que se transmite», y más en su agradecimiento por la «buena música pop».
Escribiendo para MuuMuse, Bradley Stern la clasificó como su canción favorita del álbum, y habló favorablemente de su «coro creciente» que opinó «listo para partir del filón en cualquier segundo». Robert Copsey de Digital Spy dio a la pista tres estrellas de cinco, y bromeó con que Diamandis aparece como la persona dominante en la relación, citando la «angustia» en su voz como una indicación de que «el hombre no tiene oportunidad». Sin embargo, Ben Hewitt de NME se mostró decepcionado de «Power & Control», diciendo que su producción era «anémica» y «débil», y criticó las letras «Women and men we are the same/And we still play the stupid game», por sonar como un extracto de un libro de autoayuda. En 2012, la canción obtuvo una nominación al Popjustice £20 Music Prize entregado por el sitio web británico Popjustice, sin embargo, perdió ante «Jealousy» de Will Young.

## Promoción
El videoclip para «Power & Control» fue dirigido por Casper Balslev; y se estrenó el 30 de mayo de 2012, como la sexta parte de la serie de vídeos musicales promocionales de Electra Heart. El metraje fue editado con un filtro azul; y toma lugar en una mansión vacía, donde también se filmó el vídeo de «Primadonna». La trama sigue a Diamandis junto a su interés romántico—interpretado por el británico Dylan Garner—, participando en diversos juegos psicológicos. Rich Juzwiak de Gawker apreció la referencia al vídeo «Freedom! '90» de George Michael, que Diamandis complementa con «un buen toque». Por su parte, Bradley Stern de MuuMuse declaró que el clip fue «absolutamente precioso» a pesar de su concepto simplista; además disfrutó de la inclusión del Péndulo de Newton al principio del vídeo, y sintió que representó bien las letras «you can't have peace without a war» por su ejemplificación del concepto «para cada acción, hay una reacción igual y opuesta». Josh Webb de WhatCulture comentó que era interesante ver a una Diamandis «subestimada» en el clip, y declaró que el producto en general era «visual y estéticamente muy agradable». Refiriéndose a la «mansión vacía», Eliot Glazer de Vulture.com bromeó ofreciéndose a «sugerir un decorador de interiores». La canción se incluyó en el repertorio de su segunda gira The Lonely Hearts Club Tour (2012-13).

## Formatos
- Descarga digital

| «Power & Control (Remix Bundle)» |                                                       |          |  |
| N.º                              | Título                                                | Duración |  |
| 1.                               | «Power & Control» (Michael Woods Remix)               | 6:38     |  |
| 2.                               | «Power & Control» (Eliphino Remix)                    | 4:42     |  |
| 3.                               | «Power & Control» (Brackles – Drum and Squares Remix) | 4:26     |  |
| 4.                               | «Power & Control» (Krystal Klear Remix)               | 3:54     |  |
| 5.                               | «Power & Control» (Brackles – Dub Mix)                | 4:49     |  |

## Créditos y personal
Créditos adaptados a las notas de Electra Heart.
Grabación
- Producida en Echo Studio (Los Ángeles)
- Mezclada en los MixStar Studios (Virginia Beach)

Personal
- Marina Diamandis: composición
- Steve Angello: composición
- Greg Kurstin: teclado, programación, guitarra, bajo, ingeniería, producción
- Jessie Shatkin: ingeniería
- Serban Ghenea: mezcla
- John Hanes: ingeniería
- Tim Roberts: asistencia
- Phil Seaford: asistencia